# Ilha Cub
A Ilha Cub é uma ilha no Condado de Box Elder do estado de Utah, nos Estados Unidos.
A ilha recebeu seu nome (do inglês cub, filhote) graças a seu tamanho pequeno em comparação à ilha vizinha, Ilha Gunnison. Durante períodos de maré baixa, a Ilha Cub é conectada à Ilha Gunnison através de um banco de areia.